# カルタベロッタの和約
カルタベロッタの和約（カルタベロッタのわやく、イタリア語: Pace di Caltabellotta）は、1302年8月31日に署名された、シチリア晩祷戦争の講和条約。
カルロ2世・ダンジョの代理のシャルル・ド・ヴァロワとアラゴンのフェデリーコ2世の間で締結された。条約の交渉はシャッカとカルタベッロッタで行われ、続いて暫定条約がカルタヴトゥーロで署名された。

## 条約の内容
条約は下記のことを定めた。
- シチリア王国の分裂を認め、アンジュー家による南イタリアの大陸部の統治（シチリア王国）、およびアラゴンのフェデリーコ2世によるシチリア島とその近くの島嶼の統治（トリナクリア王国）を承認した。
- アラゴンがチェファルで監禁しているフィリッポ1世・ダンジョは釈放される。
- フェデリーコ2世はカルロ2世の娘エレオノーラ・ダンジョと結婚する。
- シチリア王国はフェデリーコ2世の死後、アンジュー家が10万オンスの金を支払うことでアラゴン王家から買い戻す。

## その後
和約が成立したことで多くの傭兵が職を失った。ルジェ・ダ・フローの傭兵軍などは東ローマ帝国でアンドロニコス2世パレオロゴスに仕えた。
フェデリーコ2世はシチリア島を保持するために島から離れ、1321年に実権を握りつつ子のピエトロ2世に譲位した。アンジュー家は1314年のロベルト1世による遠征など再征服の動きもあったが、失敗した。分裂は固定化し、「灯台のこちらのシチリア王国」（半島側：ナポリ王国のこと）と「灯台のあちらのシチリア王国」（シチリア島側）という呼び名が生まれた。
1442年、アラゴン王アルフォンソ5世がナポリ王レナート1世（ヴァロワ＝アンジュー家）から王位を奪取したことで、アンジュー家のシチリア（南イタリア）支配は終わった。